# Algar do Pico da Maria Pires
O Algar do Pico da Maria Pires é uma gruta portuguesa localizada na freguesia de Santo Amaro, concelho de Velas, ilha de São Jorge, arquipélago dos Açores.
Esta cavidade apresenta uma geomorfologia de origem vulcânica em forma de algar.